# Giovanni Andrea dell'Anguillara

Stemma nobiliare

Giovanni Andrea dell'Anguillara (Sutri, 1517 – Sutri, 1572) è stato un poeta e letterato italiano del Rinascimento.

## Biografia
Membro di un ramo della famiglia Anguillara, si trasferì ben presto a Roma per attendere agli studi di giurisprudenza e frequentare l'Accademia dello Sdegno, dove completò la sua formazione poetica. In seguito si trasferì a Parma dove fu al servizio del cardinale Alessandro Farnese il Giovane. Si recò poi a Venezia e a Parigi.
Nel 1554 pubblicò una traduzione, completata nel 1561 e dedicata a Enrico II, in ottave delle Metamorfosi di Ovidio sotto il nome di De le Metamorfosi d'Ovidio libri III di Giovanni Andrea dell'Anguillara. Tornò quindi in Italia, presso la corte di Cosimo de' Medici.

## Opere
- Anfitrione, commedia, 1548
- De le Metamorfosi d'Ovidio libri III di Giovanni Andrea dell'Anguillara, 1554-1561
- Edipo, tragedia, 1556
- Canzone all'illustrissimo et eccellentissimo Signore Duca di Ferrara, 1562
- Canzone di Giovanni Andrea dell'Anguillara alla Serenissima Principessa di Fiorenza, 1566
- Capitolo di M. G. Andrea de l'Anguillara al cardinal di Trento, 1545
- Nuovi argomenti, fatti da m. Giovan'Andrea dell'Anguillara sopra l'Orlando furioso, di m. Lodovico Ariosto, 1570
- Il primo libro della Eneida di Vergilio, ridotto da Giovanni Andrea Dell'Anguillara in ottava rima, 1564